# Kino im Kasten

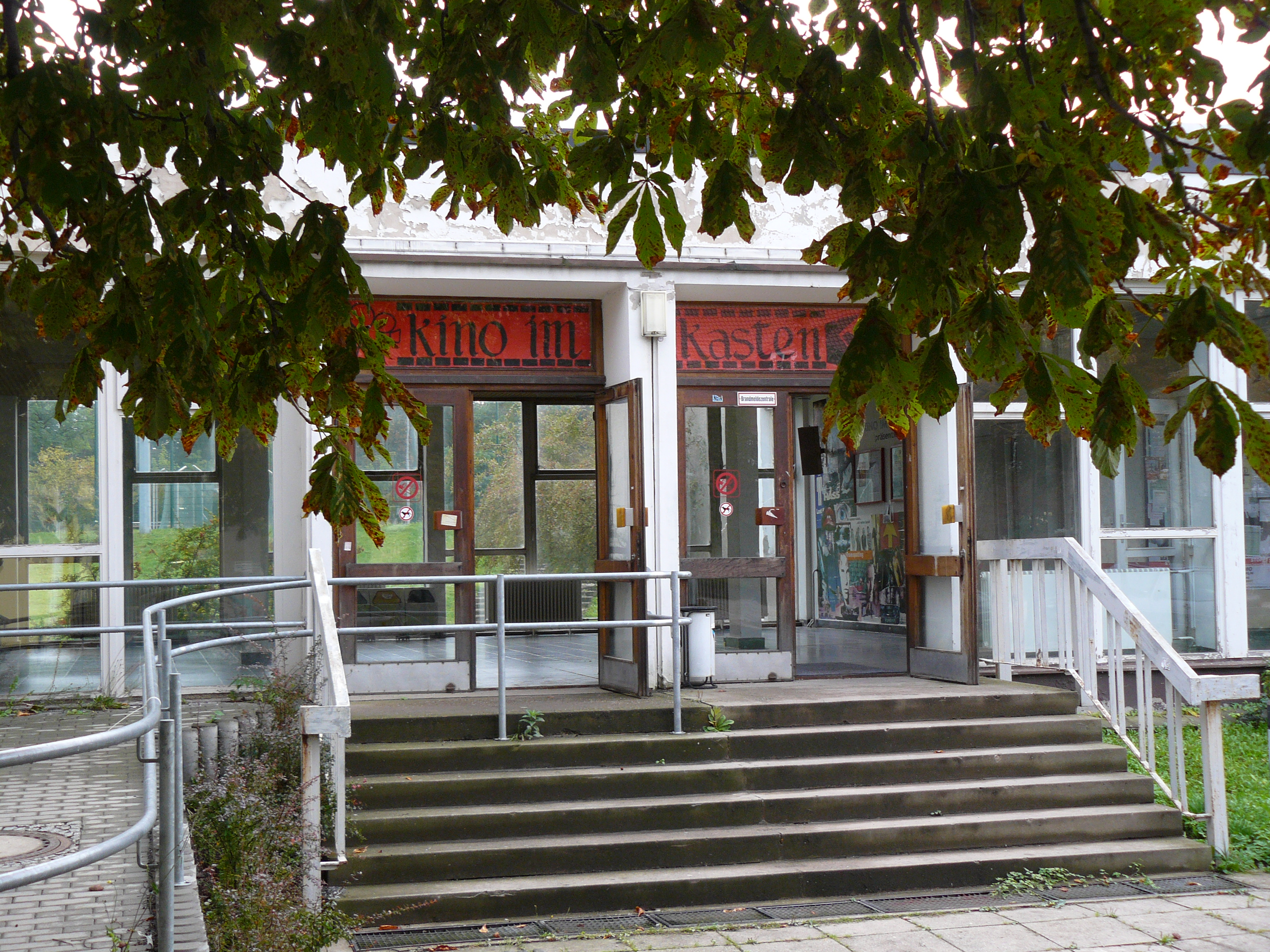
Eingangsbereich

Das Kino im Kasten, kurz KiK, ist ein Unikino in Dresden und befindet sich im Hörsaalgebäude August-Bebel-Str. 20. 
Der Betrieb wird seit der Gründung im Frühjahr 1993 ausschließlich ehrenamtlich von Studenten der Technischen Universität Dresden und der Hochschule für Technik und Wirtschaft Dresden durchgeführt. Seinen Namen verdankt das Kino der kastenförmigen Architektur des Hörsaals.
Zu den Aufgaben der beteiligten Studenten gehört auch die Filmdisposition. Die Filme werden auf zwei "MEO 4" 35-mm-Projektoren im Überblendbetrieb vorgeführt. 
Die Filmauswahl richtet sich hauptsächlich nach den persönlichen Vorlieben der aktuellen Mitstreiter, hat aber auch einen wissenschaftlichen Hintergrund. Teilweise werden Seminare begleitet oder Vorträge zu den Filmen organisiert.
Am 13. Januar 2015 feierte das KiK mit dem neusten Dresdner-Studentenclub-Film seinen 22. Geburtstag.

## Geschichte
Das Hörsaalgebäude war einst Teil der Militärakademie der NVA „Friedrich Engels“ in Dresden. Der Hörsaal 3 mit seinen 348 Sitzplätzen wurde mit einem Diaprojektor der Firma Pentacon und zwei Meopta Meopton IV 35-mm-Projektoren aus der Tschechoslowakei ausgestattet. Gezeigt wurden hauptsächlich militärische und politische Lehrfilme.
Nach der Wende wurde das Gebäude von der Technischen Universität Dresden übernommen. Studenten der später gegründeten Fakultät Erziehungswissenschaften richteten das nichtkommerzielle Programmkino ein. Im Januar 1993 wurde der offizielle Spielbetrieb mit dem Film Spiel mir das Lied vom Tod aufgenommen.
Mit Beginn des Sommersemesters 2012 wurden im Gebäudekomplex August-Bebel-Straße umfangreiche Sanierungsarbeiten begonnen. Da in dieser Zeit kein regulärer Kinobetrieb möglich war, führt das Kino im Kasten während der Bauarbeiten in unregelmäßigen Abständen Sonderveranstaltungen an wechselnden Orten durch.
Am 16. Mai 2014 konnte das Kino im Kasten mit der Vorführung des Filmes Spur der Steine seine Wiedereröffnung feiern, unter anderem mit neuer Tontechnik und neuer Leinwand.

## Anfahrt
Das KiK ist über die Haltestelle Strehlener Platz mit der Straßenbahnlinie 11 oder der Buslinie 66 erreichbar. Oder auch über Haltestelle Wasaplatz per Straßenbahnlinien 9 und 13 bzw. per Buslinien 61, 63, 75 und 85.
Parkmöglichkeiten sind entlang der Straße vorhanden.
Koordinaten: 51° 1′ 49″ N, 13° 45′ 14″ O